# Censo dos Estados Unidos de 1990
O Vigésimo-primeiro censo dos Estados Unidos da América, executado pelo United States Census Bureau, determinou que a população residente nos Estados Unidos em 1990 era de 248 709 873, um incremento de 9,8% face às 226 545 805 pessoas registadas durante o censo de 1980.

## População por estado
| Ranking | Estado               | População  |
| ------- | -------------------- | ---------- |
| 01      | Califórnia           | 29,760,021 |
| 02      | Nova Iorque          | 17,990,455 |
| 03      | Texas                | 16,986,510 |
| 04      | Flórida              | 12,937,926 |
| 05      | Pensilvânia          | 11,881,643 |
| 06      | Illinois             | 11,430,602 |
| 07      | Ohio                 | 10,847,115 |
| 08      | Michigan             | 9,295,297  |
| 09      | Nova Jérsia          | 7,730,188  |
| 10      | Carolina do Norte    | 6,628,637  |
| 11      | Geórgia              | 6,478,216  |
| 12      | Virgínia             | 6,187,358  |
| 13      | Massachusetts        | 6,016,425  |
| 14      | Indiana              | 5,544,159  |
| 15      | Missouri             | 5,117,073  |
| 16      | Wisconsin            | 4,891,769  |
| 17      | Tennessee            | 4,877,185  |
| 18      | Washington           | 4,866,692  |
| 19      | Maryland             | 4,781,468  |
| 20      | Minnesota            | 4,375,099  |
| 21      | Luisiana             | 4,219,973  |
| 22      | Alabama              | 4,040,587  |
| 23      | Kentucky             | 3,685,296  |
| 24      | Arizona              | 3,665,228  |
| 25      | Carolina do Sul      | 3,486,703  |
| 26      | Colorado             | 3,294,394  |
| 27      | Connecticut          | 3,287,116  |
| 28      | Oklahoma             | 3,145,585  |
| 29      | Oregon               | 2,842,321  |
| 30      | Iowa                 | 2,776,755  |
| 31      | Mississippi          | 2,573,216  |
| 32      | Kansas               | 2,477,574  |
| 33      | Arkansas             | 2,350,725  |
| 34      | Virgínia Ocidental   | 1,793,477  |
| 35      | Utah                 | 1,722,850  |
| 36      | Nebraska             | 1,578,385  |
| 37      | Novo México          | 1,515,069  |
| 38      | Maine                | 1,227,928  |
| 39      | Nevada               | 1,201,833  |
| 40      | Nova Hampshire       | 1,109,252  |
| 41      | Havaí                | 1,108,229  |
| 42      | Idaho                | 1,006,749  |
| 43      | Rhode Island         | 1,003,464  |
| 44      | Montana              | 799,065    |
| 45      | Dakota do Sul        | 696,004    |
| 46      | Delaware             | 666,168    |
| 47      | Dakota do Norte      | 638,800    |
| x       | Distrito de Colúmbia | 606,900    |
| 48      | Vermont              | 562,758    |
| 49      | Alasca               | 550,043    |
| 50      | Wyoming              | 453,588    |

## População por cidade
| Ranking | Cidade           | Estado               | População | Região       |
| ------- | ---------------- | -------------------- | --------- | ------------ |
| 01      | Nova Iorque      | Nova Iorque          | 7,322,564 | Nordeste     |
| 02      | Los Angeles      | Califórnia           | 3,485,398 | Oeste        |
| 03      | Chicago          | Illinois             | 2,783,726 | Centro-Oeste |
| 04      | Houston          | Texas                | 1,630,553 | Sul          |
| 05      | Filadélfia       | Pensilvânia          | 1,585,577 | Nordeste     |
| 06      | San Diego        | Califórnia           | 1,110,549 | Oeste        |
| 07      | Detroit          | Michigan             | 1,027,974 | Centro-Oeste |
| 08      | Dallas           | Texas                | 1,006,877 | Sul          |
| 09      | Phoenix          | Arizona              | 983,403   | Oeste        |
| 10      | San Antonio      | Texas                | 935,933   | Sul          |
| 11      | San José         | Califórnia           | 782,248   | Oeste        |
| 12      | Baltimore        | Maryland             | 736,014   | Sul          |
| 13      | Indianápolis     | Indiana              | 731,327   | Centro-Oeste |
| 14      | São Francisco    | Califórnia           | 723,959   | Oeste        |
| 15      | Jacksonville     | Flórida              | 635,230   | Sul          |
| 16      | Columbus         | Ohio                 | 632,910   | Centro-Oeste |
| 17      | Milwaukee        | Wisconsin            | 628,088   | Centro-Oeste |
| 18      | Memphis          | Tennessee            | 610,337   | Sul          |
| 19      | Washington       | Distrito de Colúmbia | 606,900   | Sul          |
| 20      | Boston           | Massachusetts        | 574,283   | Nordeste     |
| 21      | Seattle          | Washington           | 516,259   | Oeste        |
| 22      | El Paso          | Texas                | 515,342   | Sul          |
| 23      | Cleveland        | Ohio                 | 505,616   | Centro-Oeste |
| 24      | Nova Orleães     | Luisiana             | 496,938   | Sul          |
| 25      | Nashville        | Tennessee            | 488,374   | Sul          |
| 26      | Denver           | Colorado             | 467,610   | Oeste        |
| 27      | Austin           | Texas                | 465,622   | Sul          |
| 28      | Fort Worth       | Texas                | 447,619   | Sul          |
| 29      | Oklahoma City    | Oklahoma             | 444,719   | Sul          |
| 30      | Portland         | Óregon               | 437,319   | Oeste        |
| 31      | Kansas City      | Missouri             | 435,146   | Centro-Oeste |
| 32      | Long Beach       | Califórnia           | 429,433   | Oeste        |
| 33      | Tucson           | Arizona              | 405,390   | Oeste        |
| 34      | St. Louis        | Missouri             | 435,146   | Centro-Oeste |
| 35      | Charlotte        | Carolina do Norte    | 395,934   | Sul          |
| 36      | Atlanta          | Geórgia              | 394,017   | Sul          |
| 37      | Virginia Beach   | Virgínia             | 393,069   | Sul          |
| 38      | Albuquerque      | Novo México          | 384,736   | Oeste        |
| 39      | Oakland          | Califórnia           | 372,242   | Oeste        |
| 40      | Pittsburgh       | Pensilvânia          | 369,879   | Nordeste     |
| 41      | Sacramento       | Califórnia           | 369,365   | Oeste        |
| 42      | Minneapolis      | Minnesota            | 368,383   | Centro-Oeste |
| 43      | Tulsa            | Oklahoma             | 367,302   | Sul          |
| 44      | Honolulu         | Havaí                | 365,272   | Oeste        |
| 45      | Cincinnati       | Ohio                 | 364,040   | Centro-Oeste |
| 46      | Miami            | Flórida              | 358,548   | Sul          |
| 47      | Fresno           | Califórnia           | 354,202   | Oeste        |
| 48      | Omaha            | Nebraska             | 335,795   | Centro-Oeste |
| 49      | Toledo           | Ohio                 | 332,943   | Centro-Oeste |
| 50      | Buffalo          | Nova Iorque          | 328,123   | Nordeste     |
| 51      | Wichita          | Kansas               | 304,011   | Centro-Oeste |
| 52      | Santa Ana        | Califórnia           | 293,742   | Oeste        |
| 53      | Mesa             | Arizona              | 288,091   | Oeste        |
| 54      | Colorado Springs | Colorado             | 281,140   | Oeste        |
| 55      | Tampa            | Flórida              | 280,015   | Sul          |
| 56      | Newark           | Nova Jérsia          | 275,221   | Nordeste     |
| 57      | Saint Paul       | Minnesota            | 272,235   | Centro-Oeste |
| 58      | Louisville       | Kentucky             | 269,063   | Sul          |
| 59      | Anaheim          | Califórnia           | 266,406   | Oeste        |
| 60      | Birmingham       | Alabama              | 265,968   | Sul          |
| 61      | Arlington        | Texas                | 261,721   | Sul          |
| 62      | Norfolk          | Virgínia             | 261,229   | Sul          |
| 63      | Las Vegas        | Nevada               | 258,295   | Oeste        |
| 64      | Corpus Christi   | Texas                | 257,453   | Sul          |
| 65      | São Petersburgo  | Flórida              | 238,629   | Sul          |
| 66      | Rochester        | Nova Iorque          | 231,636   | Nordeste     |
| 67      | Jersey City      | Nova Jérsia          | 228,537   | Nordeste     |
| 68      | Riverside        | Califórnia           | 226,505   | Oeste        |
| 69      | Anchorage        | Alasca               | 226,338   | Oeste        |
| 70      | Lexington        | Kentucky             | 225,366   | Sul          |
| 71      | Akron            | Ohio                 | 223,019   | Centro-Oeste |
| 72      | Aurora           | Colorado             | 222,103   | Oeste        |
| 73      | Baton Rouge      | Luisiana             | 219,531   | Sul          |
| 74      | Stockton         | Califórnia           | 210,943   | Oeste        |
| 75      | Raleigh          | Carolina do Norte    | 207,951   | Sul          |
| 76      | Richmond         | Virgínia             | 203,056   | Sul          |
| 77      | Shreveport       | Luisiana             | 198,525   | Sul          |
| 78      | Jackson          | Mississippi          | 196,637   | Sul          |
| 79      | Mobile           | Alabama              | 196,278   | Sul          |
| 80      | Des Moines       | Iowa                 | 193,187   | Centro-Oeste |
| 81      | Lincoln          | Nebraska             | 191,972   | Centro-Oeste |
| 82      | Madison          | Wisconsin            | 191,262   | Centro-Oeste |
| 83      | Grand Rapids     | Michigan             | 189,126   | Centro-Oeste |
| 84      | Yonkers          | Nova Iorque          | 188,082   | Nordeste     |
| 85      | Hialeah          | Flórida              | 188,004   | Sul          |
| 86      | Montgomery       | Alabama              | 187,106   | Sul          |
| 87      | Lubbock          | Texas                | 186,206   | Sul          |
| 88      | Greensboro       | Carolina do Norte    | 183,521   | Sul          |
| 89      | Dayton           | Ohio                 | 182,044   | Centro-Oeste |
| 90      | Huntington Beach | Califórnia           | 181,519   | Oeste        |
| 91      | Garland          | Texas                | 180,650   | Sul          |
| 92      | Glendale         | Califórnia           | 180,038   | Oeste        |
| 93      | Columbus         | Geórgia              | 178,681   | Sul          |
| 94      | Spokane          | Washington           | 177,196   | Oeste        |
| 95      | Tacoma           | Washington           | 176,664   | Oeste        |
| 96      | Little Rock      | Arkansas             | 175,795   | Sul          |
| 97      | Bakersfield      | Califórnia           | 174,820   | Oeste        |
| 98      | Fremont          | Califórnia           | 173,339   | Oeste        |
| 99      | Fort Wayne       | Indiana              | 173,072   | Centro-Oeste |
| 100     | Arlington        | Virgínia             | 170,936   | Sul          |